# موندارگی
موندارگی (به انگلیسی: Mundargi) یک منطقهٔ مسکونی در هند است که در بخش گداگ واقع شده‌است. موندارگی ۲۴٬۹۱۹ نفر جمعیت دارد و ۵۲۸ متر بالاتر از سطح دریا واقع شده‌است.